# Crisi in Venezuela

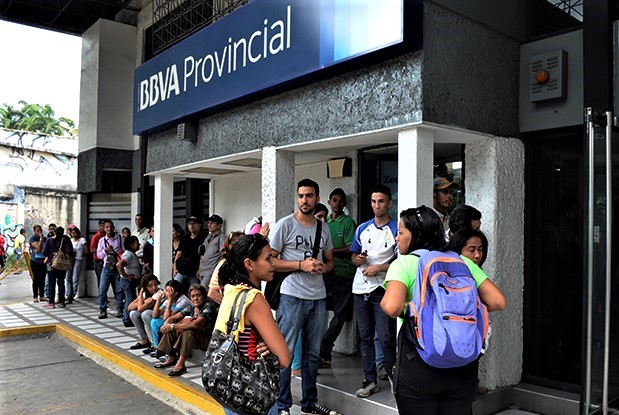
Code davanti a una filiale BBVA a Barquisimeto per la crisi delle banche, 30 novembre 2016

La  crisi in Venezuela si riferisce alla crisi politica, economica e sociale che il paese subisce dall'inizio del 2013.
La crisi in Venezuela è una congiuntura di diversi problemi economici: la crisi finanziaria, la carenza di prodotti e medicinali di base, l'aumento della disoccupazione dovuto alla chiusura di società private e la migrazione di massa verso altri paesi della regione. Allo stesso modo, la diminuzione del credito alle società private da parte delle banche, l'intervento della politica monetaria da parte del governo centrale attraverso la Banca centrale del Venezuela (BCV) che hanno scatenato un'iperinflazione, corruzione politica, deterioramento della produttività e competitività, calo dei prezzi del petrolio che ha causato la più grande crisi di questo settore in Venezuela, sono altri problemi che anche hanno contribuito al peggioramento della situazione.
La crisi ha generato due forti ondate di proteste sociali, una nel 2014 e un'altra nel 2017. Secondo l'Alto Commissariato delle Nazioni Unite per i diritti umani (OHCHR), le proteste sono state fortemente represse dalla polizia e dall'apparato para-polizia e si è verificata una reiterata violazione dei diritti umani dei loro partecipanti, lasciando diversi decessi e prigionieri per motivi politici.
Nello stesso periodo il Venezuela ha attraversato una profonda crisi politica. Nel dicembre 2015, l'opposizione vinse i due terzi dei seggi nell'Assemblea nazionale (AN). Nel gennaio 2016, il nuovo Tribunale supremo di giustizia (TSJ), eletto dall'AN uscente dominata dal chavismo nel dicembre 2015, citando irregolarità nell'elezione dei deputati dello stato di Amazonas, disprezzò l'Assemblea nazionale e negò la validità legale di tutte le sue decisioni. Nello stesso anno, l'Ufficio per l'Unità Democratica (MUD) avviò un referendum di richiamo contro il presidente Nicolás Maduro, che era stato sospeso a tempo indeterminato nell'ottobre 2016 dal Consiglio elettorale nazionale (CNE).

## Crisi economica

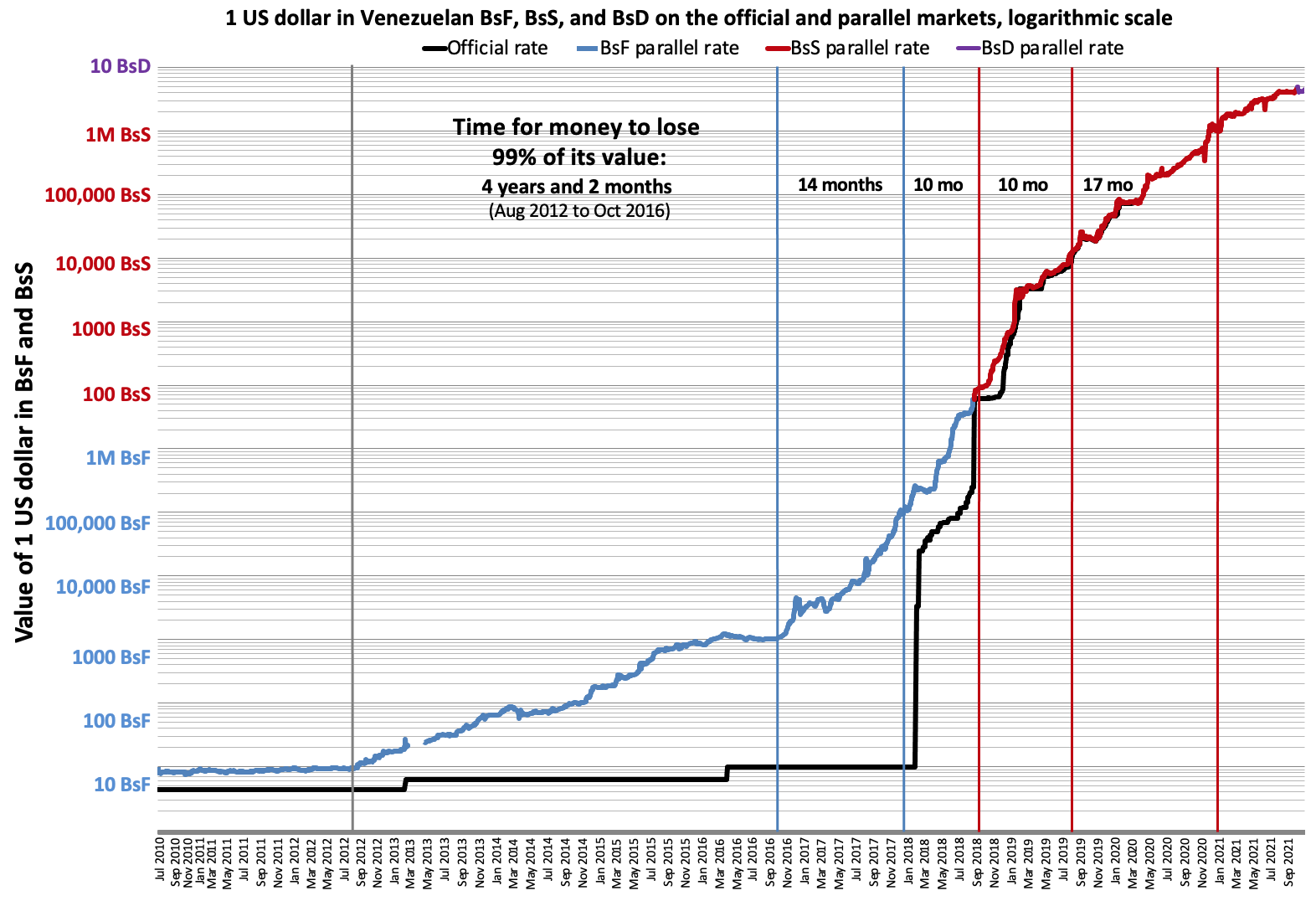
Scala logaritmica dell'iperinflazione in Venezuela. Le linee verticali blu rappresentano ogni volta che la moneta ha perso 99% del suo valore.

Dal 2013 si è verificata una crisi economica in Venezuela, a seguito del crollo dei prezzi del petrolio, degli espropri e delle restrizioni al controllo dei cambi. Durante questi problemi, ci fu una forte recessione economica nel paese.
Dall'inizio della crisi, le statistiche ufficiali hanno riflesso un calo progressivo del reddito delle famiglie e un aumento della povertà. Per il 2014, l'Istituto nazionale di statistica (INE) stimò che la percentuale di persone a rischio di povertà aveva raggiunto il 29,4%.

### Crisi immobiliare
Il settore immobiliare è stato fortemente colpito dall'inizio della crisi, evidenziando un deterioramento delle aspettative immobiliari e del settore delle costruzioni in Venezuela. Gli indicatori hanno mostrato un calo in diverse aree, che sarebbe, principalmente, il calo delle unità vendute, il forte calo del prezzo degli alloggi (più o meno pronunciato a seconda della regione) e l'aumento delle società di promozione e costruzione dichiaratesi fallite o con difficoltà finanziarie. Questa è stata la conseguenza di fattori interni: mancanza di finanziamenti, inflazione, carenza e prezzi eccessivi dei materiali da costruzione. Tra le principali conseguenze vi è un aumento della disoccupazione e la conseguente contrazione dei consumi.

### Debito venezuelano
Secondo la Piattaforma Auditoria Pubblica e Cittadina, il debito estero dello stato venezuelano nel 2016 era suddiviso in:
- Debito pubblico venezuelano: rappresenta il 76% del totale ed è ciò che devi per obbligazioni, prestiti MyLP e obbligazioni interne C, M e LP.
- Debito finanziario del PDVSA: il resto, 24% del totale.

#### PIL
Il debito totale nel 2016 era distribuito come segue:
- Debito estero: 34%.
- Debito interno: 69%.

Rispetto alla media latinoamericana, il debito estero venezuelano nel 2017 era inferiore.
Il debito estero del Venezuela a febbraio 2017 era del 69,9% del PIL.
Con la carenza di valuta estera che entra nel paese, il debito venezuelano è peggiorato, peggiorando la situazione economica del Venezuela.

#### Creditori
Tra i creditori del debito pubblico, nel 2014 il 55% lo Stato lo deve a entità finanziarie venezuelane (principalmente Banco de Venezuela e Banco Mercantil) e il resto a entità estere, principalmente banche francesi e spagnole. Nel luglio 2016, Citibank chiuse il conto di pagamento con la Banca centrale del Venezuela per motivi di revisione del rischio. Secondo diverse fonti, la decisione della banca avrebbe un impatto sul mercato delle valute alternative, essendo questo un fattore di rischio per l'economia del Venezuela. Tuttavia, secondo la Banca del Venezuela, questa decisione non compromette i pagamenti del debito, poiché è attivo il conto della Banca centrale del Venezuela per il quale l'ente effettua queste operazioni sul mercato internazionale.

#### Investimenti con denaro pubblico
Alcune costruzioni pubbliche in Venezuela hanno ricevuto critiche sui rifiuti, per essere state considerate un fallimento o per essere sottoutilizzate. Alcuni esempi sono:
- Aeroporti: rimodellamento incompiuto dell'aeroporto internazionale di Maiquetía e dell'aeroporto Juan Vicente Gomez.
- Metropolitane: metropolitana Guarenas-Guatire, Cabletren, linea 5 della metropolitana di Caracas.
- Centrali idroelettriche: centrale idroelettrica di Tocoma.
- Statua dell'ex presidente Hugo Chávez.[31]

### Frode fiscale
Un rapporto SENIAT rivelò nel novembre 2013 che un 71,8% delle frodi fiscali fosse a carico di aziende. Per il 2013, il presidente della Commissione finanze assembleari, Ricardo Sanguino, ritenne che almeno 19 miliardi di euro erano stati donati a varie società per importazioni essenziali che non in realtà mai state fatte. Le donazioni sarebbero state effettuate tra il 2012 e il 2013. Edmée Betancourt, all'epoca presidente della Banca centrale del Venezuela, e Jorge Giordani, ministro delle finanze, avevano stimato che un terzo degli investimenti assegnati nel 2012 sarebbe stato utilizzato per aziende fittizie. Nel 2014, si apprese che il colonnello Manuel Barroso, presidente di Cadivi, aveva donato nel 2012 oltre 21 milioni di euro a Venenceres Foods e Venereal Drugs, società costituite nel 2010 dal tenente colonnello Carlos Arias Delgado, un ufficiale in pensione che si laureò con Barroso all'Accademia militare. Alimentos Veneceres si aggiudicò contratti per fornire cibo a Mercal, presieduto dal colonnello Félix Osorio. Un altro ufficiale della stessa promozione militare, Eduardo Escalante Pérez, era anche direttore di quelle compagnie e vicepresidente di Cadivi. Escalante Pérez lavorò per sostenere azioni legali contro le società che avevano utilizzato in modo improprio i finanziamenti statali.
A partire dal 2015, numerosi scandali di frode fiscale sono stati resi pubblici coinvolgendo anche politici. Nell'elenco Falciani venne rivelato che il Venezuela era al terzo posto con fondi nei conti svizzeri, affermando che c'erano 1138 venezuelani con conti nella banca HSBC. L'ex presidente del partito governativo Alejandro José Andrade prese parte ad uno dei più popolari scandali di corruzione e finanziamento illegale.

### Carenza di prodotti di prima necessità
La carestia in Venezuela è un fenomeno che ha colpito l'economia venezuelana negli ultimi anni e ha generato una disastrosa crisi umanitaria. Questa situazione si verifica in prodotti a prezzi regolamentati come alimenti (latte, vari tipi di carne, pollo, caffè, riso, olio, farina precotta, burro, ecc.), prodotti essenziali, medicinali (anche quelli indispensabili come quelli per curare il cancro) e persino altri come protesi mammarie e banconote. Negli stati di frontiera, come Táchira e Zulia, la situazione è ulteriormente aggravata dalla facilità di trasportare merci a un prezzo artificialmente basso, a causa del controllo dei prezzi, dal Venezuela alla Colombia come contrabbando.

### Crisi dei contanti
Dalla metà del 2014, sulla scia dell'inflazione, è stata creata una crisi di liquidità che mantiene in sospeso i soldi dei venezuelani. Nella Banca del Venezuela, la stessa dell'amministrazione statale, sono rigorosi quando consegnano a ciascun individuo un importo massimo di prelievo di 10 000 bolivar al giorno, un fatto conforme alle istruzioni impartite dalla Soprintendenza delle Istituzioni del Settore bancario (Sudeban) di astenersi dal consegnare più di 100 fatture della più alta denominazione dell'attuale cono monetario.
Nel dicembre 2016, il presidente Maduro annunciò il ritiro delle 100 banconote bolívar, quella con la più grande denominazione dalla riconversione monetaria del 2007 a quella del 2017, misura che sarebbe stata rinviata almeno cinque volte fino a marzo 2017. Tutto ciò è dovuto, secondo Maduro, al contrabbando tra i confini di Colombia e Venezuela, quindi Maduro ordinò la chiusura.
Il 20 agosto 2018, la riconversione monetaria al Sovereign Bolivar (BsS), annunciata da un dirigente all'inizio di quell'anno, quindi eliminato 5 zeri nella valuta venezuelana, tuttavia, disse che la misura non si è conclusa con la carenza di banconote e che in sole due settimane aveva già perso la metà del suo valore iniziale, prodotto dell'iperinflazione di cui soffre il Paese. Fino al 20 settembre era consentito un solo prelievo di denaro giornaliero, compreso tra 10 e 100 BsS a seconda dell'istituto bancario, che equivale tra lo 0,5 e il 5% dell'attuale salario minimo di 1 800 BsS, che Non era sufficiente acquisire in quel momento con l'importo massimo speso più di 3 prodotti alimentari di base.
Il 20 settembre, il presidente Maduro diede un ultimato bancario pubblico e privato di 48 ore per "liberare i contanti". Ciò prevedeva che il giorno successivo avrebbero consegnato più denaro cartaceo nelle banche e la caduta nell'acquisto e nella vendita di denaro contante per l'esistenza di una maggiore liquidità, ma ciò significava anche un aumento eccessivo dei prodotti con questo mezzo di pagamento.

### Restrizioni bancarie all'estero
La Soprintendenza bancaria prese la misura di limitare i movimenti dei cittadini attraverso il sistema bancario elettronico al di fuori del paese a meno che il viaggio del titolare non sia stato precedentemente notificato, con l'avvertimento di bloccare tale conto se un'operazione viene eseguita senza alcun preavviso all'istituzione.

### Compagnie aeree
Dall'inizio della crisi in Venezuela, le compagnie aeree internazionali hanno avuto difficoltà a effettuare i loro normali voli da e per Caracas e, di conseguenza, alcune compagnie aeree hanno lasciato il paese e altre compagnie aeree hanno ridotto le loro frequenze.
In Venezuela, dove dal 2003 è in vigore uno stretto controllo sui cambi, le compagnie aeree sono obbligate a vendere i loro biglietti in bolivar inconvertibili e quindi avviare lunghe procedure fino a quando il governo non consegna i dollari corrispondenti. Per rimpatriare i soldi nei loro paesi di origine, provano a convertire quei bolivar nella valuta ufficiale del paese in cui la compagnia aerea ha la sua casa madre. Secondo la International Air Transport Association (IATA), il governo venezuelano ha trattenuto $ 3,8 miliardi dalle compagnie aeree.

### Monopolio delle energie
Secondo Corpoelec nel maggio 2015, il 73% dell'elettricità consumata dai venezuelani dipende dalla centrale idroelettrica di Simón Bolívar. Questa dipendenza ha causato gravi blackout (siccità, mancanza di manutenzione, ecc.) in molti stati del paese.
Inoltre, la crisi dell'elettricità ha colpito diversi stati e la capitale, ma in misura maggiore lo stato di Zulia, prevedendo il collasso energetico e la sospensione del servizio per ore e persino giorni.
Il Venezuela a seguito di questa crisi è diventato il paese meno produttivo e meno competitivo dell'America Latina.

## Crisi politica

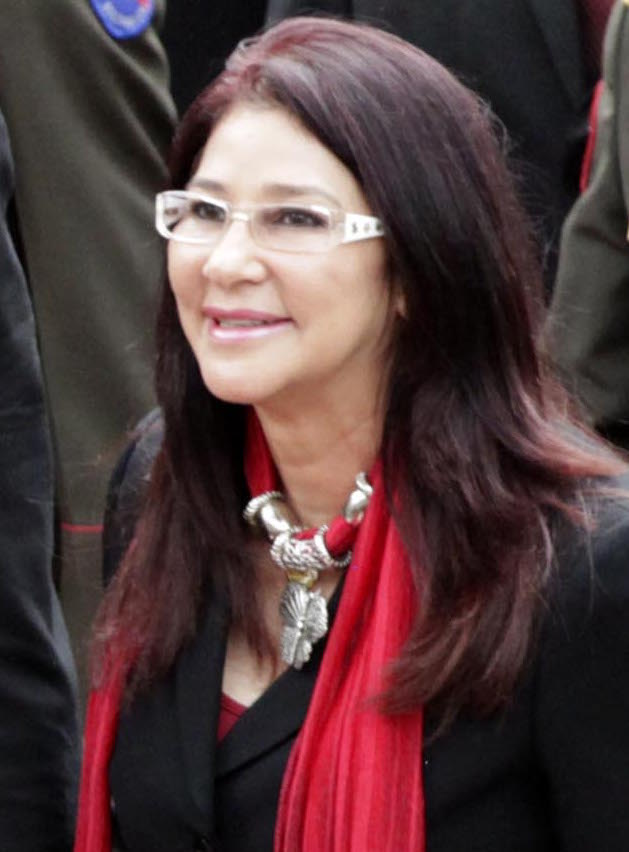
Cilia Flores, moglie di Nicolás Maduro.

Il 3 ottobre 2015, lo scrittore Mario Vargas Llosa ha pubblicato un editoriale in cui si afferma che in Venezuela, mentre permane la crisi economica, la maggior parte delle "istituzioni, dagli istituti alla giustizia, mostrano sintomi di marciume".

### Chiesa cattolica
La Chiesa cattolica è esente dal pagamento dell'imposta sul reddito (ISR). Tuttavia, prima di una riforma della legge, che è stata modificata nel 2015, le chiese devono dimostrare se si tratta di associazioni senza fini di lucro, quindi se non soddisfano le condizioni dovrebbero iniziare a pagare queste tasse. La crisi economica ha influenzato il normale funzionamento di queste istituzioni, a causa degli alti costi di cibo, beni immobili, tra gli altri.

### Caso dei narcosobrinos
Efraín Antonio Campo Flores e Francisco Flores de Freitas, nipoti di Cilia Flores, moglie del presidente Nicolás Maduro, sono stati prima accusati e poi formalmente accusati dalla giustizia degli Stati Uniti per il caso narcosobrinos. Il 14 dicembre 2017, a New York, entrambi i nipoti sono stati condannati a 18 anni di carcere e una multa di 50 000 dollari

### Mezzi di comunicazione
La costituzione stabilisce per legge che la comunicazione è libera e pluraleː 
(Articolo 57, Costituzione venezuelana)
Nel 2017, il governo venezuelano ordinò il blocco e la censura del segnale della CNN in spagnolo dopo che la catena aveva condotto un'indagine chiamata "Passaporti all'ombra", dove veniva segnalata la presunta vendita di visti e passaporti venezuelani presso l'ambasciata del paese in Iraq In risposta, Conatel bloccò l'ingresso delle trasmissioni della CNN in spagnolo dal territorio nazionale, un atto che è stato considerato censura da paesi come la Colombia e gli Stati Uniti. Sempre il 15 febbraio, il canale televisivo messicano Azteca è stato rimosso dagli operatori via cavo, che secondo Conatel, il canale ha promosso le politiche americane, creando una presunta "guerra psicologica". Anche l'ingresso di altri canali venne bloccato, come i canali colombiani RCN e Caracol Televisión Internacional, eventi che sono stati condannati da varie organizzazioni internazionali, l'opposizione venezuelana e corporazioni dei media internazionali. Inoltre, dozzine di trasmettitori radio vennero chiusi.

#### Blocco di Wikipedia
L'11 gennaio 2019, il blocco sull'accesso a Wikipedia è stato imposto tramite CANTV (la più grande compagnia di telecomunicazioni del governo del paese) dopo una "guerra di modifiche" nell'articolo su Juan Guaidó su Wikipedia in spagnolo, presidente dell'Assemblea Nazionale, dove venne delineato come Presidente del Venezuela ad interim dopo un consiglio aperto sponsorizzato dall'AN in cui venne dichiarato che la presidenza fosse vacante e l'assunzione di Guaidó come presidente ad interim, come previsto dalla costituzione venezuelana, ove se non c'è un presidente o non viene eletto democraticamente, la presidenza viene assegnata al presidente dell'Assemblea Nazionale. Guaidó ha ricevuto poteri conferitigli da numerosi articoli della Costituzione a causa dell'ignoranza del Elezioni presidenziali del 2018 in cui non partecipò gran parte dell'opposizione sostenendo la mancanza di garanzie elettorali e sostenute anche da gran parte della comunità internazionale. Il 16 gennaio Wikimedia Venezuela esortò le autorità competenti della nazione a ripristinare il libero accesso all'enciclopedia a livello nazionale.

### Separazione dei poteri
La Costituzione, nella sua parte organica, stabilisce quali sono i poteri pubblici e stabilisce anche i poteri di ciascuno di essi.
È stato criticato che non vi è alcuna separazione dei poteri, poiché nelle istituzioni del potere esecutivo vi è una mancanza di controllo giudiziario sull'oggetto del libro TSJ. Sebbene abbiano autonomia funzionale, i membri sono eletti dal potere pubblico: Ministero pubblico del Venezuela, Consiglio morale repubblicano, Tribunale supremo di giustizia.

### Indulti
Nel 2016, l'Assemblea nazionale a maggioranza dell'opposizione propose una legge di amnistia per liberare i dirigenti politici incarcerati. La legge è stata criticata per presunta inclusione di truffe immobiliari, sabotaggi elettrici, accaparramento e speculazione di cibo e medicine, compresa la vendita di prodotti scaduti e l'uso sia di armi da fuoco che di esplosivi. L'opposizione ha affermato che detta legge sarebbe "a favore delle persone coinvolte in procedimenti di indagine penale, amministrativa, disciplinare o di polizia".

### Assemblee
Politici, analisti politici e accademici vedono nell'Assemblea nazionale una camera che non esercita in pratica una funzione utile, poiché per quasi tutte le sue funzioni il presidente è quello che finisce per decidere e le poche funzioni esclusive non sono state utilizzate. Ci sono inviti a riformare il parlamento affinché sia un organo che dia rilevanza alle regioni, altri per eliminarlo. Qualsiasi riforma avrebbe bisogno di un cambiamento nella Costituzione.

### Rielezione di Maduro
Dopo la rielezione di Maduro nel maggio 2018, venne fatta una dichiarazione istituzionale, in cui i media sono stati chiamati per la lettura e la valutazione alle dieci del mattino, un discorso venne trasmesso poche ore dopo alla radio e alla televisione che il presidente avesse rivelato di aver preso la decisione di aumentare la produzione di petrolio nel paese. 

### Sanzioni durante la crisi
Durante la crisi sono state applicate diverse sanzioni contro funzionari governativi, ufficiali militari in servizio o a riposo, altre figure istituzionali e società di governi stranieri; sono state inoltre disposti particolari limiti alle transazioni con Petro.

#### Esterne
Legenda:  
     Funzionari del potere pubblico
     Militari attivi o in pensione
     Altri sostenitori ufficiali
| Nome | Nome                                 | Carica | Sanzionato da | Sanzionato da | Sanzionato da | Sanzionato da | Sanzionato da           | Sanzionato da |
| Nome | Nome                                 | Carica | Stati Uniti   | Panama        | Canada        | Messico       | Unione Europea e non UE | Svizzera      |
| ---- | ------------------------------------ | --- | ------------- | ------------- | ------------- | ------------- | ----------------------- | ------------- |
|      | Nicolás Maduro                       | Presidente del Venezuela | Sì            | Sì            | Sì            |               |                         |               |
|      | Delcy Rodríguez                      | Vice presidente del Venezuela | Sì            |               | Sì            | Sì            | Sì                      | Sì            |
|      | Néstor Reverol                       | Ministro degli interni, della giustizia e della pace                                                                                 | Sì            | Sì            | Sì            | Sì            | Sì                      | Sì            |
|      | Tareck El Aissami                    | Ministro delle industrie e della produzione                                                                                          | Sì            |               | Sì            |               | Sì                      | Sì            |
|      | Iris Varela                          | Ministro del servizio penitenziario                                                                                                  | Sì            | Sì            | Sì            |               |                         |               |
|      | Aristóbulo Isturíz                   | Ministro della pubblica istruzione                                                                                                   | Sì            |               | Sì            |               |                         |               |
|      | Jorge Rodríguez Gómez                | Ministro della comunicazione e dell'informazione                                                                                     | Sì            |               | Sì            |               |                         |               |
|      | Vladimir Padrino López               | Ministro della difesa | Sì            |               | Sì            |               |                         |               |
|      | Gerardo José Izquierdo Torres        | Ministro aggiunto per la nuova frontiera della pace                                                                                  | Sì            | Sì            |               |               |                         |               |
|      | Jorge Elieser Márquez Monsalve       | Ministro (E) del potere popolare dell'Ufficio della presidenza e monitoraggio della gestione del governo                             | Sì            | Sì            |               |               |                         |               |
|      | Ernesto Villegas                     | Ministro della cultura | Sì            | Sì            |               |               |                         |               |
|      | Simón Alejandro Zerpa Delgado        | Ministro dell'economia e delle finanze                                                                                               | Sì            | Sì            |               |               |                         |               |
|      | Marleny Contreras de Cabello         | Ministro dei lavori pubblici | Sì            |               |               |               |                         |               |
|      | Tibisay Lucena                       | Presidente del Consiglio Nazionale Elettorale (CNE)                                                                                  | Sì            | Sì            | Sì            | Sì            | Sì                      | Sì            |
|      | Tania D' Amelio                      | Rettore del CNE | Sì            | Sì            | Sì            |               |                         |               |
|      | Sandra Oblitas Ruzza                 | Rettore del CNE | Sì            | Sì            | Sì            |               | Sì                      | Sì            |
|      | Socorro Hernández                    | Rettore del CNE | Sì            | Sì            | Sì            |               | Sì                      | Sì            |
|      | Carlos Enrique Quintero Cuevas       | Vice rettore del CNE | Sì            | Sì            | Sì            |               |                         |               |
|      | Xavier Antonio Moreno Reyes          | Segretario Generale del CNE |               |               | Sì            |               | Sì                      | Sì            |
|      | Maikel Moreno                        | Giudice e presidente della Corte suprema di giustizia (TSJ)                                                                          | Sì            | Sì            | Sì            | Sì            | Sì                      | Sì            |
|      | Juan José Mendoza Jover              | Presidente della Camera costituzionale del TSJ e secondo vicepresidente del TSJ                                                      | Sì            | Sì            | Sì            |               |                         |               |
|      | Gladys Gutiérrez                     | Giudice della Camera costituzionale del TSJ                                                                                          | Sì            | Sì            | Sì            |               |                         |               |
|      | Carmen Auxiliadora Zuleta de Merchán | Giudice della Camera costituzionale del TSJ                                                                                          | Sì            | Sì            | Sì            |               |                         |               |
|      | Arcadio de Jesús Delgado Rosales     | Giudice della Camera costituzionale del TSJ                                                                                          | Sì            | Sì            | Sì            |               |                         |               |
|      | Luis Fernando Damiani Bustillos      | Giudice (de facto) della Camera costituzionale del TSJ                                                                               | Sì            | Sì            | Sì            |               |                         |               |
|      | Lourdes Benicia Suárez Anderson      | Giudice (de facto) della Camera costituzionale del TSJ                                                                               | Sì            | Sì            | Sì            |               |                         |               |
|      | Calixto Antonio Ortega Ríos          | Giudice (de facto) della Camera costituzionale del TSJ                                                                               | Sì            | Sì            | Sì            |               |                         |               |
|      | Indira Alfonzo                       | Presidente della Camera elettorale del TSJ e primo vicepresidente del TSJ                                                            |               |               | Sì            |               |                         |               |
|      | Christian Tyrone Zerpa               | Giudice della Camera elettorale del TSJ                                                                                              |               |               | Sì            |               |                         |               |
|      | Fanny Beatriz Márquez Cordero        | Giudice della Camera elettorale del TSJ                                                                                              |               |               | Sì            |               |                         |               |
|      | Jhannett María Madriz Sotillo        | Giudice della Camera elettorale del TSJ                                                                                              |               |               | Sì            |               |                         |               |
|      | Malaquías Gil Rodríguez              | Giudice della Camera elettorale del TSJ                                                                                              |               |               | Sì            |               |                         |               |
|      | Susana Barreiros                     | Giudice provvisorio della Corte d'appello del circuito giudiziario del distretto giudiziario dell'area metropolitana di Caracas      | Sì            |               | Sì            |               |                         |               |
|      | Elvis Amoroso                        | Presidente (de facto) del controllore generale del Venezuela (CGR)                                                                   | Sì            | Sì            | Sì            |               |                         |               |
|      | Luisa Ortega Díaz (sanción retirada) | Procuratore Generale del Ministero Pubblico (MP)                                                                                     | No            |               |               |               |                         |               |
|      | Tarek William Saab                   | Procuratore generale (de facto) del parlamentare                                                                                     | Sì            | Sì            | Sì            | Sì            | Sì                      | Sì            |
|      | Rodolfo Marco Torres                 | Governatore dello stato di Aragua | Sì            | Sì            |               |               |                         |               |
|      | Justo José Noguera Pietri            | Governatore (de facto) dello stato di Bolivar                                                                                        | Sì            | Sì            |               |               |                         |               |
|      | Henry Rangel Silva                   | Governatore dello stato di Trujillo                                                                                                  | Sì            |               |               |               |                         |               |
|      | Carmen Meléndez                      | Governatore dello Stato di Lara | Sì            | Sì            | Sì            |               |                         |               |
|      | Erika Farías                         | Sindaca del Comune di Libertador del Distretto della Capitale                                                                        | Sì            | Sì            | Sì            |               |                         |               |
|      | Hugo Carvajal                        | Deputato dell'Assemblea nazionale per lo stato di Monagas                                                                            | Sì            |               |               |               |                         |               |
|      | José David Cabello                   | Presidente del Servicio Nacional Integrado de Administración Aduanera y Tributaria (SENIAT)                                          | Sì            |               |               |               |                         |               |
|      | Rocco Albisinni Serrano              | Presidente del Centro Nacional de Comercio Exterior (CENCOEX)                                                                        | Sì            | Sì            |               |               |                         |               |
|      | William Antonio Contreras            | Capo della Soprintendenza nazionale per la difesa dei diritti socioeconomici (SUNDDE)                                                | Sì            | Sì            |               |               |                         |               |
|      | Manuel Fernández Meléndez            | Presidente della compagnia telefonica nazionale del Venezuela (CANTV)                                                                | Sì            | Sì            |               |               |                         |               |
|      | Manuel Salvador Quevedo Fernández    | Presidente di Petróleos de Venezuela (PDVSA)                                                                                         | Sì            |               |               |               |                         |               |
|      | Miguel Alcídes Vivas Landino         | Presidente del turismo venezuelano (VENETUR)                                                                                         | Sì            |               |               |               |                         |               |
|      | Freddy Bernal                        | Direttore dei comitati locali di approvvigionamento e produzione (CLAP)                                                              | Sì            | Sì            | Sì            |               | Sì                      | Sì            |
|      | Antonio Benavides                    | Ex comandante della Guardia nazionale bolivariana (GNB)                                                                              | Sì            | Sì            | Sì            | Sì            | Sì                      | Sì            |
|      | Carlos Alfredo Pérez Ampueda         | Direttore della polizia nazionale bolivariana (PNB)                                                                                  | Sì            | Sì            | Sì            |               |                         |               |
|      | Sergio José Rivero Marcano           | Ispettore generale delle forze armate nazionali bolivariane (FANB)                                                                   | Sì            | Sì            | Sì            |               | Sì                      | Sì            |
|      | Jesús Rafael Suárez Chourio          | Comandante generale dell'esercito | Sì            | Sì            | Sì            |               | Sì                      | Sì            |
|      | Bladimir Lugo                        | Brigadiere Generale della GNB | Sì            | Sì            | Sì            |               |                         |               |
|      | Remigio Ceballos Ichaso              | Capo dello Stato Maggiore Congiunto del Comando Operativo Strategico del FANB (CEO-FANB)                                             | Sì            |               | Sì            |               |                         |               |
|      | Manuel Gregorio Bernal Martínez      | Ex direttore del SEBIN | Sì            | Sì            |               |               |                         |               |
|      | Franklin Horacio García Duque        | Ex direttore della PNB | Sì            | Sì            |               |               |                         |               |
|      | Manuel Eduardo Pérez Urdaneta        | Direttore nazionale del PNB | Sì            | Sì            |               |               |                         |               |
|      | Fabio Enrique Zavarse Pabón          | Capo militare dello stato maggiore della battaglia economica e comandante del comando 43 della zona GNB nel distretto della capitale | Sì            | Sì            |               |               |                         |               |
|      | Clíver Alcalá Córdones               | Ex capo della zona di strategia REDI dello stato di Bolivar                                                                          | Sì            |               |               |               |                         |               |
|      | Aref Eduardo Richany Jiménez         | Ex direttore generale del dipartimento armi e esplosivi (DAEX)                                                                       | Sì            |               |               |               |                         |               |
|      | Julio César Morales Prieto           | Ex direttore del DAEX | Sì            |               |               |               |                         |               |
|      | Gustavo González López               | Ex direttore del Servizio Bolivariano di Intelligence Nazionale (SEBIN)                                                              | Sì            | Sì            | Sì            |               | Sì                      | Sì            |
|      | Iván Hernández Dala                  | Ex direttore della direzione generale del controspionaggio militare (DGCIM)                                                          | Sì            |               |               |               | Sì                      | Sì            |
|      | Luis Alberto Arrayago                | Ex capo del comando regionale n. 8 del FANB                                                                                          | Sì            |               |               |               |                         |               |
|      | Aquiles Rojas Patiño                 | Ex comandante della guardia popolare                                                                                                 | Sì            |               |               |               |                         |               |
|      | Arquímedes Herrera Ruso              | Ex capo del CORE 2 della GNB | Sì            |               |               |               |                         |               |
|      | Manuel José Graterol Colmenarez      | Ex capo del CORE 3 della GNB | Sì            |               |               |               |                         |               |
|      | Octavio Javier Chacón Guzmán         | Ex capo del CORE 4 della GNB | Sì            |               |               |               |                         |               |
|      | Gustavo Colmenares                   | Ex capo della zona di difesa operativa del FANB                                                                                      | Sì            |               |               |               |                         |               |
|      | Diosdado Cabello                     | Presidente della Assemblea Nazionale Costituente del 2017 (ANC 2017)                                                                 | Sì            | Sì            | Sì            | Sì            | Sì                      | Sì            |
|      | Tania Díaz                           | Secondo vicepresidente dell'ANC 2017                                                                                                 |               |               | Sì            |               |                         |               |
|      | Fidel Vásquez                        | Segretario dell'ANC del 2017 |               |               | Sì            |               |                         |               |
|      | Carolys Pérez González               | Sottosegretaria dell'ANC del 2017 |               |               | Sì            |               |                         |               |
|      | Cilia Flores                         | Membro dell'ANC del 2017 | Sì            |               | Sì            |               |                         |               |
|      | Isaías Rodríguez                     | Membro dell'ANC del 2017 | Sì            | Sì            |               |               |                         |               |
|      | Ramón Darío Vivas                    | Membro dell'ANC del 2017 | Sì            | Sì            | Sì            |               |                         |               |
|      | Adán Chávez                          | Membro dell'ANC del 2017 | Sì            | Sì            |               |               |                         |               |
|      | Pedro Carreño                        | Membro dell'ANC del 2017 | Sì            |               | Sì            |               |                         |               |
|      | Francisco Ameliach                   | Membro dell'ANC del 2017 | Sì            | Sì            | Sì            |               |                         |               |
|      | Hermann Escarrá                      | Membro dell'ANC del 2017 | Sì            | Sì            | Sì            |               |                         |               |
|      | Manuel Galindo Ballesteros           | Ex presidente del controllore generale del Venezuela (CGR)                                                                           | Sì            |               | Sì            |               |                         |               |
|      | Roy Chaderton                        | Ex ambasciatore del Venezuela presso l'Organizzazione degli Stati americani (OAS)                                                    | Sì            |               | Sì            |               |                         |               |
|      | Alejandro Fleming                    | Ex presidente del CENCOEX | Sì            | Sì            |               |               |                         |               |
|      | Nelson Reinaldo Lepaje Salazar       | Ex tesoriere nazionale come dirigente                                                                                                | Sì            | Sì            |               |               |                         |               |
|      | Carlos Erik Malpica Flores           | Ex tesoriere nazionale | Sì            | Sì            |               |               |                         |               |
|      | Américo Alex Mata García             | Ex vice direttore del consiglio di amministrazione della Banca nazionale per l'edilizia abitativa e l'habitat (BANAVIH)              | Sì            | Sì            |               |               |                         |               |
|      | Andrés Eloy Méndez González          | Ex direttore generale della Commissione Nazionale delle Telecomunicazioni (CONATEL)                                                  | Sì            |               | Sì            |               |                         |               |
|      | Francisco José Rangel Gómez          | Ex governatore dello stato di Bolivar                                                                                                | Sì            | Sì            |               |               |                         |               |
|      | Carlos Alberto Rotondaro Cova        | Ex direttore dell'Istituto venezuelano di sicurezza sociale (IVSS)                                                                   | Sì            | Sì            | Sì            |               |                         |               |
|      | Carlos Alberto Osorio Zambrano       | Ex ministro dei trasporti | Sì            | Sì            |               |               |                         |               |
|      | Elías Jaua                           | Ex ministro della pubblica istruzione                                                                                                | Sì            | Sì            | Sì            |               | Sì                      | Sì            |
|      | José Vielma Mora                     | Ex ministro del commercio estero | Sì            |               |               |               |                         |               |
|      | Katherine Harrington                 | Ex vice procuratore generale (de facto) nominato dal TSJ nel 2017                                                                    | Sì            | Sì            |               |               | Sì                      | Sì            |
|      | Ramón Rodríguez Chacín               | Ex governatore dello stato del Guárico                                                                                               | Sì            |               |               |               |                         |               |
|      | Alexis Ramírez                       | Ex governatore dello Stato di Mérida                                                                                                 | Sì            |               |               |               |                         |               |
|      | Miguel Rodríguez Torres              | Ex ministro delle relazioni interne, giustizia e pace                                                                                | Sì            |               |               |               |                         |               |
|      | Marcos Rojas Figueroa                | Ex viceministro del sistema di polizia globale                                                                                       | Sì            |               |               |               |                         |               |
|      | Hebert García Plaza                  | Ex ministro dei trasporti idrici e aerei                                                                                             | Sì            |               |               |               |                         |               |
|      | Rafael Sarria                        | Imprenditore | Sì            |               |               |               |                         |               |
|      | Edgar Sarria                         | Imprenditore | Sì            |               |               |               |                         |               |
|      | José Omar Paredes                    | Pilota dell'AVERUCA, C.A | Sì            |               |               |               |                         |               |

#### Aziende
Il 27 marzo 2018, il governo di Panama applicò una serie di sanzioni a 55 funzionari pubblici venezuelani e persone appartenenti alla sfera politica di Chavez, aggiungendo anche sanzioni a 16 società che operano a Panama e che sono di proprietà della famiglia Malpica Flores, parenti di Cilia Flores, moglie di Nicolás Maduro.
| Evelyn Malpica Torrealba (Direttrice) |
|                                       |
|                                       |

| Evelyn Malpica Torrealba (Direttrice) |
|                                       |
|                                       |

| Evelyn Malpica Torrealba (Direttrice e segretaria) |
|                                                    |
|                                                    |

| Evelyn Malpica Torrealba (Direttrice e tesoriera) |
|                                                   |
|                                                   |

|                                                                       |
| Carlos Maplica Torrealba (Direttore, tesoriere e abbonato)            |
| Iriamni Malpica Flores (Direttore, presidente, segretario e abbonato) |

| Evelyn Malpica Torrealba (Direttrice e presidente) |
| Iriamni Malpica Flores (Direttrice)                |
|                                                    |

| Evelyn Malpica Torrealba (Direttrice e presidente) |
| Iriamni Malpica Flores (Direttrice)                |
|                                                    |

| Evelyn Malpica Torrealba (Direttrice e presidente) |
|                                                    |
|                                                    |

| Evelyn Malpica Torrealba (Direttrice e presidente) |
| Iriamni Malpica Flores (Direttrice)                |
|                                                    |

| Evelyn Malpica Torrealba (Direttrice e presidente) |
| Iriamni Malpica Flores (Direttrice)                |
|                                                    |

| Evelyn Malpica Torrealba (Direttrice e presidente) |
| Iriamni Malpica Flores (Direttrice)                |
|                                                    |

| Evelyn Malpica Torrealba (Direttrice e presidente) |
| Iriamni Malpica Flores (Direttrice)                |
|                                                    |

| Evelyn Malpica Torrealba (Direttrice e presidente) |
| Iriamni Malpica Flores (Direttrice)                |
|                                                    |

| Evelyn Malpica Torrealba (Direttrice e presidente) |
| Iriamni Malpica Flores (Direttrice)                |
|                                                    |

| Evelyn Malpica Torrealba (Direttrice e presidente) |
| Iriamni Malpica Flores (Direttrice)                |
|                                                    |

| Evelyn Malpica Torrealba (Direttrice)                                  |
| Carlos Malpica Torrealba (Direttore, presidente, tesoriere e abbonato) |
| Iriamni Malpica Flores (Direttore, segretario e abbonato)              |

| Rafael Sarria (Presidente) |
|                            |
|                            |

| Rafael Sarria (Presidente) |
|                            |
|                            |

| Rafael Sarria (Presidente) |
|                            |
|                            |

Il 18 maggio, gli Stati Uniti hanno nominato Diosdado Cabello e tre persone a lui vicine, tra cui Rafael Alfredo Sarria Díaz, un uomo d'affari vicino a Chavismo con proprietà nel paese settentrionale e che ha lavorato come Hair Backman. Insieme alla sanzione di queste persone, il Dipartimento del Tesoro degli Stati Uniti ha bloccato anche tre società appartenenti a Sarria Díaz: SAI Advisors Inc., Noor Plantation Investments LLC e 11420 Corp. Il 25 settembre il Dipartimento del Tesoro degli Stati Uniti ha annunciato nuove sanzioni economiche contro "il vicino circolo" del presidente della Repubblica, Nicolás Maduro, tra cui sua moglie, Cilia Flores, e il presunto poliziotto del presidente dell'ANC, Cabello, l'uomo d'affari Rafael Sarria. Nella dichiarazione, il Ministero del Tesoro ha identificato diverse società collegate a Sarria, come la Rural and Urban Special Vehicles Agency, CA (Averuca), con sede in Venezuela; Quiana Trading Limited, una società con sede nelle Isole Vergini britanniche; e Panazeate, con sede a Valencia, in Spagna.

### Crisi politica del 2013
Gli eventi che hanno avuto luogo dopo le elezioni presidenziali dello stesso anno, principalmente le manifestazioni verificatesi a causa del risultato elettorale in cui Nicolás Maduro del Grande palo patriottico (GPP) è eletto presidente del Venezuela, hanno portato a una serie di proteste e manifestazioni in tutti gli stati del paese.

### Elezioni presidenziali
Dopo le elezioni presidenziali del 14 aprile 2013, Henrique Capriles ha ignorato il bollettino emesso dal Consiglio elettorale nazionale (CNE) e ha chiesto un conteggio dei voti del 100%, poiché secondo il suo comando Durante la campagna, durante il processo di voto sono state rilevate almeno 3 500 irregolarità. Petizione a cui ha aderito anche il rettore del CNE Vicente Díaz e che è stata sostenuta dai governi di Spagna, Francia, Stati Uniti, Paraguay, e dal segretario Generale dell'OSA, José Miguel Insulza. Maduro, inizialmente ha accettato l'esecuzione dell'audit proposto dall'opposizione.
Henrique Capriles ha formalmente presentato la sua richiesta il 17 aprile 2013, con tutti i reclami corrispondenti e la richiesta per la verifica totale del verbale; il CNE si è riunito per ore lo stesso giorno, fino ad accettare la verifica "nella seconda fase", del 46% delle caselle di voto non verificate inizialmente a caso,
L'11 giugno 2013, il CNE ha annunciato il completamento dell'audit al 100% dei voti espressi, uno dei 18 audit che sono stati condotti durante l'intero processo, i risultati hanno confermato la vittoria di Maduro, quando è stato presentato 0,02 percento di errore, che il CNE ha giustificato con i chiarimenti inseriti nel verbale.

#### 2016
Nell'ottobre 2016, sei tribunali penali inferiori dello stato venezuelano hanno dichiarato nulli i precedenti processi di raccolta delle firme nei loro stati. Di conseguenza, il Consiglio elettorale nazionale ha dichiarato la cessazione della realizzazione del referendum nazionale per la rimozione di Nicolás Maduro dalla presidenza del Venezuela, a seguito di precedenti pareri del Tribunale supremo di giustizia.

### Sospensione del referendum presidenziale
Il 20 ottobre 2016, il Consiglio elettorale nazionale venezuelano (CNE) ha sospeso, fino a nuovo avviso, la raccolta di firme corrispondenti al 20 percento di quelle registrate nel Registro elettorale nazionale per richiedere il referendum di richiamo contro il mandato del presidente. Ciò è dovuto al fatto che cinque diversi tribunali negli stati di Carabobo, Aragua, Bolívar, Monagas e Apure hanno deciso in parallelo l'annullamento del primo processo di raccolta delle firme per il referendum. Il 21 ottobre, il tribunale penale dello stato di Zulia ha fatto lo stesso.

#### Considerazioni
Gli oppositori del governo Maduro hanno considerato l'annullamento come una rottura del filo costituzionale del Venezuela, ed è stato denunciato dall'opposizione venezuelana e dal Segretario Generale dell'OSA, poiché questo voto popolare è garantito e protetto dalla Costituzione del Venezuela del 1999, istituito durante il governo di Hugo Chávez. Undici paesi membri dell'OAS hanno annunciato in una lettera pubblica la loro preoccupazione per la sospensione del referendum di richiamo. Il presidente della Bolivia, Evo Morales, ha criticato il segretario generale dell'OAS, Luis Almagro, per il suo "comportamento interventista" in merito alla situazione in Venezuela.
Allo stesso modo, gli oppositori assicurano che la presunta rottura costituzionale è aggravata dalla decisione di adottare una sentenza da un tribunale di giurisdizione regionale inferiore, come se fosse una sentenza valida per l'intero paese. Presumibilmente questa azione sarebbe irregolare perché andrebbe contro i meccanismi standard della legislazione venezuelana, in cui un tribunale della giurisdizione nazionale sarebbe l'unico valido a modificare o sospendere lo svolgimento di un referendum nazionale.

#### Assemblea nazionale e processo di Nicolás Maduro
Nel settembre 2016, la Camera costituzionale della Corte suprema di giustizia dichiara nulli tutti gli atti emanati dall'Assemblea nazionale, comprese le leggi che sono sanzionate. Ciò premesso, il parlamento venezuelano, controllato dagli oppositori del governo, si è dichiarato disprezzo. Una sentenza della Camera costituzionale della massima corte, interprete della Costituzione venezuelana, ha dichiarato che gli atti del Parlamento sono incostituzionali e, quindi, assolutamente nulli e privi di ogni validità ed efficacia giuridica.
Allo stesso modo, l'Assemblea nazionale venezuelana, che era stata dichiarata in "disprezzo" dalla Corte Suprema di Giustizia del Venezuela, ha dichiarato la "rottura dell'ordine costituzionale" in Venezuela in sessione straordinaria. Il 25 ottobre, l'Assemblea nazionale ha discusso della possibilità di portare Maduro al processo politico per la sua responsabilità nell'adottare la decisione del tribunale inferiore e la sua applicazione come decisione nazionale di sospendere il referendum di richiamo, sebbene la costituzione non conceda questo potere al potere legislativo.

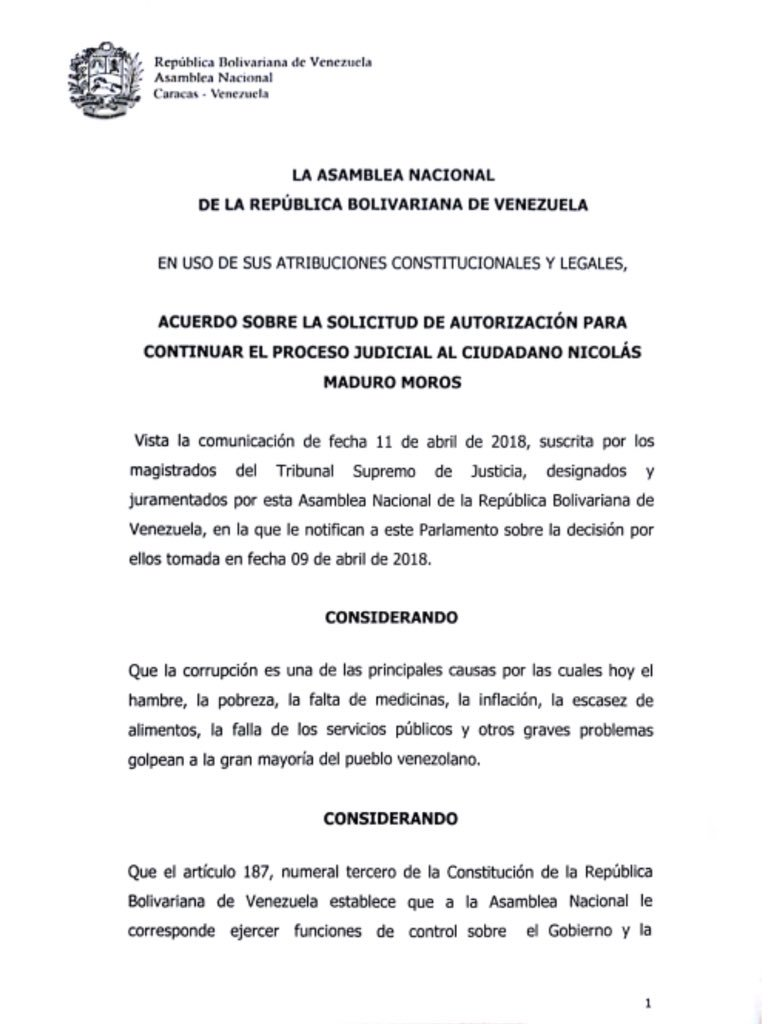
Approvazione del processo giudiziario a Nicolás Maduro da parte dell'Assemblea nazionale del 17 aprile 2018.

Il 22 febbraio 2018, i giudici della Camera plenaria della Corte suprema di giustizia del Venezuela all'estero gli hanno dato accesso alla richiesta di pregiudizio di merito presentata da Luisa Ortega Díaz contro Nicolás Maduro con l'accusa di corruzione e legittimazione capitale, quando Maduro approvò 30 miliardi di dollari per l'esecuzione di lavori di Odebrecht paralizzati o incompiuti; i fatti sarebbero collegati al pagamento di tangenti che la società di Odebrecht avrebbe fatto a diversi politici venezuelani al fine di ottenere contratti in opere importanti. Ortega Díaz ha affermato che in un'indagine condotta dal suo ufficio è emerso che nel 2012 la campagna presidenziale di Hugo Chavez è stata pagata da Odebrecht e il denaro è stato ricevuto da Maduro, che è stato cancelliere. Il 9 aprile, il tribunale ha ammesso il pregiudizio di merito nei confronti di Maduro richiesto dal procuratore generale, ordinando la detenzione preventiva e obbligatoria e richiedendo all'Interpol la segnalazione rossa contro di lui.
Il 17 aprile, l'Assemblea nazionale ha approvato con 105 voti a favore e due contro la continuità del processo per gli atti di corruzione in risposta alla richiesta avanzata dai magistrati della Corte suprema. L'accordo che è stato votato dai deputati stabilito per dichiarare che ci sono meriti sufficienti per continuare il processo giudiziario e continuare con le indagini che vengono svolte nell'Assemblea Nazionale in conformità con l'articolo 187 della costituzione per gli atti di corruzione che potrebbero derivare da Maduro. Il 3 maggio 2018, la Corte Suprema dichiarò la sospensione di Maduro come presidente e ordinò la sua squalifica per qualsiasi altro ufficio pubblico. Segretario generale dell'OAS Luis Almagro ha riconosciuto la squalifica e la sospensione di Maduro come presidente.

#### Consultazione nazionale del 2017
Lunedì 3 luglio 2017, l'opposizione venezuelana in una conferenza stampa annuncia lo svolgimento di una consultazione nazionale attraverso l'Assemblea nazionale, che avrebbe lo scopo di consultare i venezuelani se fossero d'accordo con un'assemblea costituente nazionale convocata dal presidente, poiché per la convocazione di questo si dovrebbe fare un referendum consultivo in cui la popolazione voterebbe sì e no, cosa che non è stata fatta dal governo dubitando della legalità del processo costituzionale.
La consultazione condotta dall'opposizione venezuelana il 16 luglio, con il sostegno di vari settori della società, è stata divisa in due parti. Nel primo, i cittadini possono esprimere la propria decisione sulle tre questioni sollevate e nel secondo firmano un atto in cui si impegnano ad aderire agli articoli 333 e 350 della Costituzione.
L'attività doveva svolgersi in 2 030 centri di voto situati in 536 città del Venezuela e in altri 69 paesi del mondo. Gli organizzatori hanno dichiarato che circa 50 000 volontari parteciperanno ai 15 000 tavoli che saranno disponibili in tali centri. Hanno partecipato 5 ex presidenti latinoamericani ( Jorge Quiroga Ramírez dalla Bolivia, Andrés Pastrana dalla Colombia, Vicente Fox dal Messico e Miguel Ángel Rodríguez Echeverría e Laura Chinchilla dalla Costa Rica) e i garanti del processo che sarebbero diversi rettori delle più importanti università del paese Tra i rettori c'erano: Cecilia García Arocha (UCV), Benjamín Scharifker (Unimet), Padre José Virtuoso (Ucab), Jessy Divo (Università di Carabobo) e Raúl López Sayago (Experimental Liberating University).

#### Risultati
Nelle ore tarde della notte del 16 luglio, i rettori incaricati del processo hanno tenuto una conferenza stampa in cui hanno riferito che con il 95% dei minuti registrati c'era una partecipazione di 7,2 milioni di elettori e il 17 luglio a Al mattino, con il 100% dei verbali registrati, è stata confermata la partecipazione di 7,6 milioni di elettori, dove il 98% ha votato tre volte sì nel processo, respingendo l'Assemblea costituente nazionale, chiedendo il rinnovo dei poteri pubblici e la legalità di l'Assemblea nazionale della maggioranza dell'opposizione eletta nel dicembre 2015.

### Corruzione
Il procuratore generale Luisa Ortega Díaz ha rivelato che nel novembre 2014 erano stati processati in totale 388 casi contro accuse di corruzione. PSUV e MUD hanno accumulato la maggior parte delle cause delle procedure totali.
All'inizio del 2017 sono stati segnalati numerosi scandali per atti di corruzione a cui hanno partecipato diversi funzionari e dirigenti della compagnia Petroleos de Venezuela. In meno di 20 giorni, il presidente Maduro ha licenziato diversi dirigenti di PDVSA e Pequiven. Tra gli scandali, il presidente ha licenziato Eulogio del Pino dal Ministero del petrolio, designando Nelson Martínez, ex presidente di Citgo, come nuovo ministro del petrolio e delle miniere. Da parte sua, nel processo di "profondo rinnovamento" è stata creata la Vice Presidenza esecutiva, una nuova posizione guidata da Maribel Parra, al fine di prevenire atti di frode, corruzione e corruzione in queste società.

#### Finanziamento di partiti politici
In Venezuela, la costituzione prevede un divieto di finanziamento da parte dello Stato di "associazioni a fini politici". Pertanto, l'articolo 293 della Costituzione del 1999 stabilisce che il Consiglio elettorale nazionale (CNE), tra le sue funzioni nei processi elettorali, deve controllare, regolare e investigare i fondi finanziari delle organizzazioni politiche.
L'organizzazione Trasparenza Venezuela nel 2015, registrata nella Commissione per la partecipazione politica e il finanziamento del Consiglio elettorale nazionale 56 denunce di presunte violazioni della legge organica dei processi elettorali e dei suoi regolamenti, per l'uso della propaganda con fondi provenienti da beni pubblici. L'Organizzazione ha richiesto l'avvio delle indagini corrispondenti al fine di determinare i funzionari che hanno approvato o consentito la configurazione dei presunti atti illegali.
Una settimana dopo, Trasparenza Venezuela ha riferito di aver registrato un totale di 281 denunce di presunte violazioni della legge e dei suoi regolamenti.
Il quotidiano Tal Qué Digital ha pubblicato un articolo che descrive la chiusura della campagna di Nicolás Maduro durante le elezioni presidenziali del 2018 come "la più grande dimostrazione di corruzione", criticando l'uso "spudorato" delle risorse pubbliche, comprese le strutture del personale del ministero e pubblicando un audio in cui è dimostrato che la chiamata è stata effettuata sfruttando il libro paga degli uffici governativi. Come viene anche pubblicato il piano operativo della chiusura della campagna PSUV, nel documento le caselle corrispondenti ai sostenitori responsabili appaiono vuote e le responsabilità sono assegnate direttamente ai ministeri e alle varie istituzioni pubbliche, tra cui la mobilitazione di gruppi di persone. Il piano operativo descrive che PDVSA ha installato il palcoscenico principale, le centrali elettriche, i supporti e i sistemi audio, che il Ministero della Difesa era responsabile per le detonazioni di fuochi d'artificio, di cui il Ministero per lo Sviluppo delle miniere era responsabile la decorazione e che altri uffici erano responsabili dell'installazione di bagni, schermi, barriere, tende da sole e snack. A pagina 6 viene anche spiegato che le persone che hanno abbracciato il palcoscenico da cui parlava Maduro erano civili vestiti con abiti civili. Il principale rettore del CNE e il presidente della Commissione per la partecipazione politica e il finanziamento, Luis Emilio Rondón, hanno ratificato le denunce e le irregolarità dei candidati Henri Falcón e Javier Bertucci, compreso il vantaggio che ha prevalso dalla convocazione del processo in gennaio e l'uso di risorse statali a beneficio dell'opzione vincente nel sistema nazionale di media pubblico.

#### Casi di corruzione legati al finanziamento di partiti
Tra gli stati con la più alta registrazione, Distrito Capital ha indicato 60 denunce, seguite da Aragua con 34 e Miranda con 27. Tra le organizzazioni politiche più denunciate c'è il Partito socialista unito del Venezuela (PSUV) che guida con 40 accuse, seguito dal Mesa dell'Unità Democratica (MUD) con 19 denunce.

#### Trasparenza
Secondo il Corruption Perception Index realizzato dalla ONG Transparency International, alla fine del 2013 il Venezuela si è classificato al 160º posto su 177 paesi valutati. È il secondo paese più corrotto in America Latina, secondo solo ad Haiti.
Nel gennaio 2013, secondo l'indice di trasparenza del bilancio internazionale, il Venezuela ottiene 37 punti su 100, essendo solo dietro Bolivia ed Ecuador.
A partire dal 2016, il Venezuela è uno dei tre paesi dell'America Latina con oltre un milione di abitanti senza una legge sulla trasparenza ( Open Government o Governo aperto ). È stato sostenuto che una legge sulla trasparenza che avrebbe consentito il libero accesso a tutti i contratti firmati dalla Pubblica Amministrazione, per spiegare in dettaglio le spese e il finanziamento dei contratti, avrebbe potuto essere molto meglio combattere la corruzione livelli, per anni.

#### Usura dell'monopartitismo

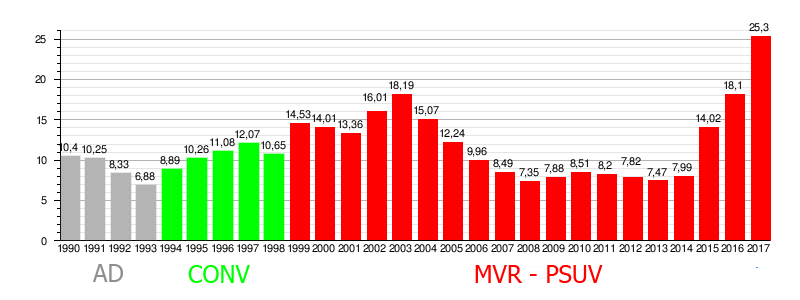
Monopartitismo e disoccupazione in Venezuela tra il 1990 e il 2017.

Dal 2015, i sondaggi IVAD hanno rivelato un progressivo declino del numero di potenziali elettori del principale partito che ha governato durante la crisi, il Partito Socialista Unito del Venezuela e i suoi alleati del Grande Polo Patriottico. Questa usura è stata particolarmente evidente nelle elezioni parlamentari del 2015. In quelle elezioni, l'Unità Nazionale (Venezuela) superò il 56% dei voti.
A partire da giugno 2016, tutti i sondaggi hanno rivelato un forte aumento del sostegno al MUD, che all'inizio del 2015 è stata la prima forza con l'intenzione di votare e sembrava avere la possibilità di raggiungere il governo nelle elezioni presidenziali del 2018. Durante la prima parte del 2017, la possibilità che il nuovo partito potesse vincere le elezioni è stata ampiamente dibattuta.

#### Crisi presidenziale del 2019-2023

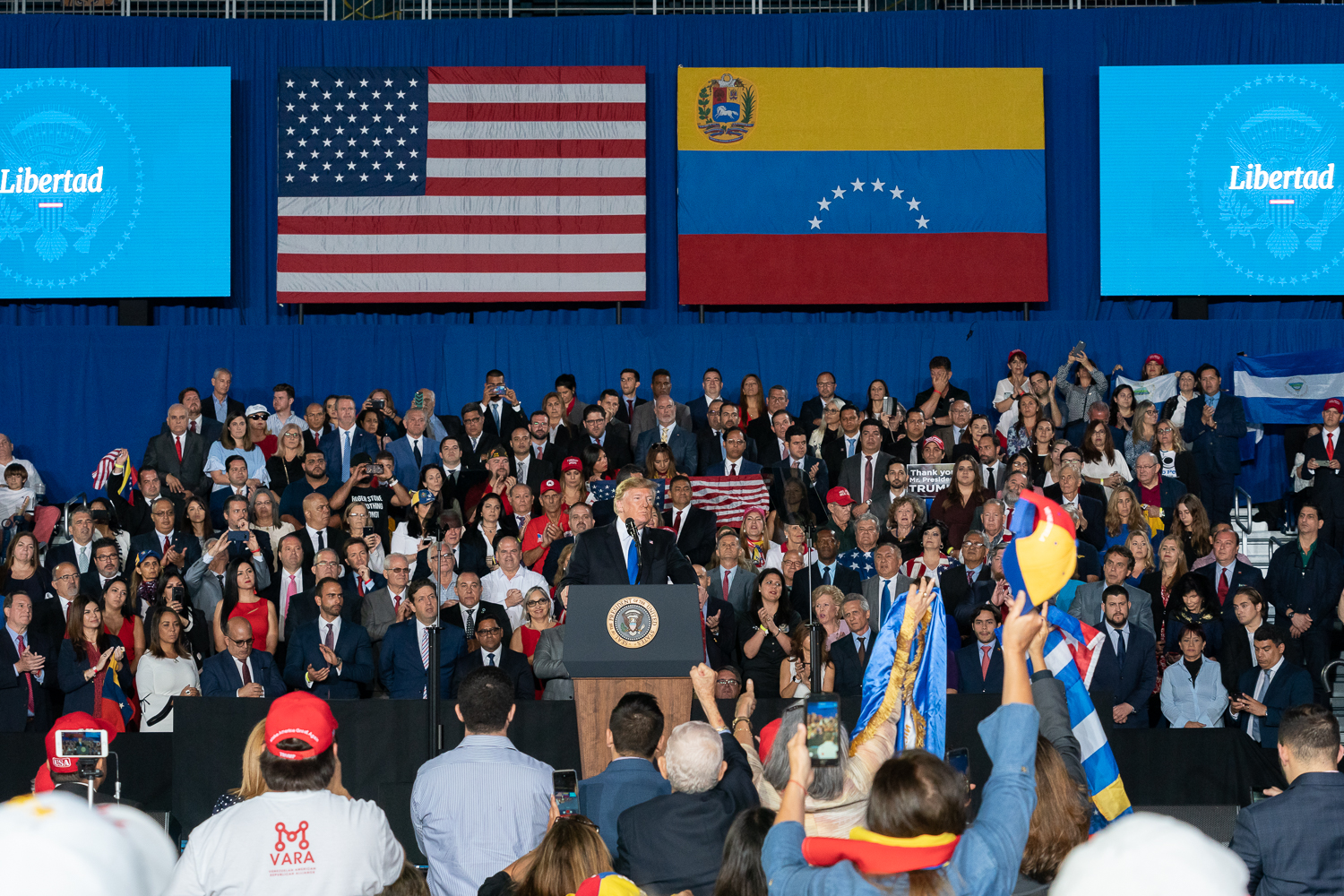
Donald Trump durante l'ultimatum al governo di Nicolás Maduro.

Dal 10 gennaio 2019 al 5 gennaio 2023, il Venezuela ha altresì vissuto una crisi presidenziale, in cui è stata messa in dubbio la legittimità di chi occupasse la presidenza del paese. La rielezione di Nicolás Maduro a presidente del Venezuela è stata respinta da diverse organizzazioni e governi nazionali. L'Assemblea Nazionale del Venezuela promosse quindi Juan Guaidó come presidente ad interim e condusse una serie di proteste contro il giuramento di Maduro. L’esperienza di Guaidó, tuttavia, fini bruscamente il 30 dicembre 2022, quando gli fu rimosso dall’Assemblea l’incarico al fine di normalizzare i rapporti con il Governo di Maduro in vista delle elezioni politiche del 2024.

## Crisi sociale

### Disoccupazione
Con la crisi economica iniziata nel 2013, il tasso di disoccupazione è cresciuto rapidamente dall'8% nel 2010 al 14% nel 2015 e al 18% nel 2016 (2 700 000 persone a dicembre) e diventando una delle preoccupazioni del superamento dei venezuelani all'instabilità politica. Mentre la disoccupazione in alcune regioni del Venezuela è molto più bassa che in altre, il calcolo complessivo è uno dei più alti in America Latina secondo ECLAC.
Tassi di disoccupazione in Venezuela dal 1990 ad oggi, secondo il FMI:
Evoluzione del tasso di disoccupazione in Venezuela
Fonte: Fondo Monetario Internazionale

### Emigrazione

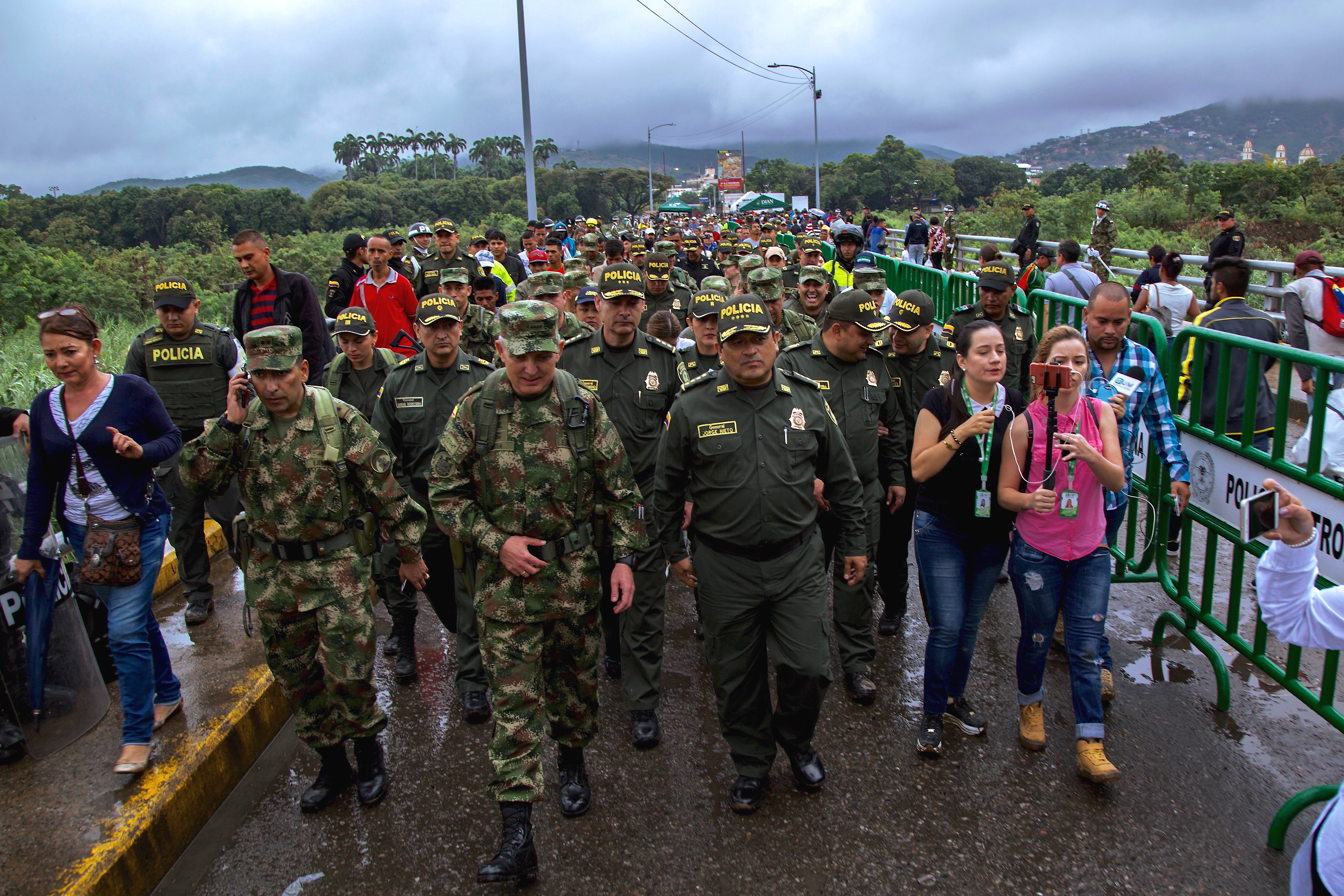
La polizia nazionale colombiana accompagna i venezuelani a Cúcuta.

Il numero di venezuelani che vivono all'estero è cresciuto dall'inizio della crisiː solo nel primo trimestre del 2015, 9,456 venezuelani sono entrati in Colombia come lavoratori temporanei, 5 236 in più rispetto al 2013. La categoria di residenza ha raggiunto 3 840 nel 2014. Questa situazione pone in Venezuela come paese con il maggior numero di visti inviati: 11 429 nel 2014.
Il 91% dell'occupazione distrutta negli ultimi 2 anni ha meno di 35 anni, come pubblicato dall'Active Population Survey (EPA). La disoccupazione giovanile si è attestata al 27% nell'ultimo APE. Attualmente, 346 369 giovani (fino a 29 anni) con istruzione superiore sono disoccupati. Ma questo profilo non è l'unico che si ripete all'estero, ma diventa anche giovane con altre qualifiche medie e professionali. In Cile, il Venezuela è una delle più grandi comunità di migranti, che rappresenta l'1,9%, secondo il Dipartimento per gli stranieri e le migrazioni del Ministero degli interni e della pubblica sicurezza. Nel 2014, ha rilasciato 2 258 visti per studenti, il 4% assegnato ai venezuelani.
Data questa situazione, i giovani hanno iniziato a emigrare in altri paesi in cerca di un'opportunità di lavoro, al fine di garantire un progetto di vita incerto nel paese. Non è solo una stabilità del lavoro pari a zero, ma una mancanza di indipendenza che rimuove qualsiasi progetto di vita stabile dall'orizzonte e trasforma i giovani venezuelani in persone dipendenti   famiglie. Oltre all'America Latina, i giovani stanno iniziando a optare per altre destinazioni come l'Europa e il Nord America. In generale, i lavori svolti da giovani all'estero sono anche caratterizzati da precarietà, con orari di lavoro molto lunghi e salari molto bassi che non garantiscono una vita dignitosa e meno un futuro.

#### Crisi migratoria
L'Organizzazione degli Stati americani (OAS) e i portavoce dell'agenzia Nazioni Unite per i rifugiati, l'UNHCR, l'hanno catalogato come il più grande esodo nella storia delle Emisfero occidentale negli ultimi 50 anni.

#### Fuga di cervelli
L'emigrazione è stata descritta come una "fuga di cervelli" o una fuga di talenti, un processo di migrazione di professionisti. Secondo uno studio pubblicato nel 2015 dall'Università Centrale del Venezuela (UCV), si precisa che 883 000 professionisti certificati sono emigrati in 22 paesi, di cui 260 000 hanno scelto gli Stati Uniti, seguiti dalla Spagna con 200 000 e dal Portogallo con 110 000.

### Salute
Nel 2013 la spesa pubblica per la salute in Venezuela è stata ridotta dall'1,68% all'1,54% del PIL e numerosi impianti ospedalieri sono stati chiusi a livello nazionale. Hanno smesso di finanziare farmaci per sintomi minori, tra le altre misure. Inoltre, ci sono problemi di salute pubblica che hanno iniziato a manifestarsi all'inizio del 2013 con la carenza di medicinali. Poiché la carenza di droghe è stata sperimentata, i malati o i loro parenti devono ricorrere ad altre denominazioni o fare grandi viaggi tra gli stati per trovare tali farmaci.
Il 21 febbraio 2018, la Corte interamericana dei diritti umani ha emesso misure precauzionali per l'ospedale pediatrico JM de los Ríos, chiedendo al governo di salvaguardare la vita e la salute dei 27 bambini pazienti nell'area nefrologica dopo un'indagine sui fallimenti del ospedale, sollecitandolo anche a prendere provvedimenti per migliorare le condizioni di salute dell'ospedale. Tuttavia, tre mesi dopo l'adozione delle misure precauzionali, il governo non le aveva rispettate. Il 14 maggio, Carina Vergara, una paziente di 14 anni del dipartimento di nefrologia dell'ospedale che faceva parte delle misure precauzionali concesse dall'IACHR, morì.

### Abitazioni e sfratti
Nel periodo 2016-2017, il prezzo delle abitazioni in Venezuela è aumentato di circa il 667%, facendo sì che i giovani stanzino quindici volte il loro stipendio per il pagamento dei mutui. Inoltre, i prestiti ipotecari sono inaccessibili a causa delle elevate esigenze delle banche venezuelane, quindi non esiste alternativa a questo problema.
Allo stesso modo, l'affitto di alloggi aggrava la situazione a causa della legge sulla protezione degli inquilini, in cui al proprietario di una casa è proibito sfrattare l'inquilino, quindi è difficile per una persona affittare una casa, creando tensioni sociale.

#### Svalutazione della proprietà
Nel 2018, Roberto Orta, presidente della Metropolitan Real Estate Chamber, ha dichiarato che le case in Venezuela costano tra il 70% e l'80% in meno rispetto a cinque anni fa. "Avevo un appartamento che costava 170 000 dollari, oggi non costa più di 70 000 dollari. Hanno offerto 50 000 dollari e il proprietario che è emigrato preferisce lasciarlo chiuso", ha confermato all'agenzia di stampa AFP Carolina Quintero, un agente immobiliare.

#### Deficit abitativo
Nel 2007, in Venezuela sono stati registrati 1,8 milioni di deficit abitativi. 10 anni dopo, ancora in attesa del completamento del censimento effettuato dal National Statistics Institute, la nuova cifra dovrebbe essere di 3 milioni.

#### Reclami
Sono stati segnalati espropri in case vuote attraverso l'applicazione del piano Ubica tu casa (Individua la tua casa).

### Educazione
Secondo alcune fonti, l'istruzione ha risentito dell'aumento dell'abbandono scolastico, tra il 40% e il 50%.
Secondo RCN News, una delle cause di questo abbandono scolastico sarebbe la carenza di cibo, perché i bambini accompagnano i loro genitori nelle file per ottenere cibo e cibo.

#### LOE
Nel 2016 venne approvata la nuova legge democratica dell'era dell'era educativa. Il disegno di legge finale è stato presentato il 15 giugno 2016 dal Ministro dell'istruzione, della cultura e dello sport del governo di Nicolás Maduro, Rodulfo Pérez. Da quando la prima bozza della legge è stata pubblicata nel 2016, alcuni settori sociali guidati da partiti di opposizione, sindacati e associazioni di genitori e studenti di educazione pubblica hanno mostrato il loro rifiuto.
Le principali critiche che ha ricevuto sono:
- Gli educatori non sono addestrati a lavorare per aree di conoscenza, ma per argomento.
- Il nuovo curriculum è composto da Lingue, Culture e Comunicazione (LCC), Memoria, Territorio e Cittadinanza (MTC), Matematica, Scienze naturali, Lingue straniere (LE), Education for Work (EFA) ed Educazione fisica. Questioni come la fisica, la chimica e la biologia, che in precedenza erano dettate separatamente, erano incluse nell'area delle scienze naturali.
- Il nuovo curriculum è stato improvvisato e non ci sono stati sforzi coordinati per progettare una strategia.
- Implica un programma completo dalle 7:00 alle 16:00.
- Lingue autonome relegate in materie "speciali".
- Non è conforme ai desideri stabiliti dalle leggi venezuelane.
- Le strategie non sono molto nuove e il contenuto è decontestualizzato.
- Nega l'essenza disciplinare che possiedono le scienze sociali.
- Tempo insufficiente per l'applicazione.
- Gli insegnanti dovrebbero seguire una formazione preliminare.
- Il governo non ha compiuto sforzi concreti per garantire che ci sia abbastanza personale per coprire tutte le ore lavorate.
- Le scuole private non dispongono del budget necessario per cancellare le ore aggiuntive richieste dall'entità.
- La proposta di curriculum non genera grandi progressi nel sistema educativo in grado di garantire la qualità dell'insegnamento in classe.

#### Tasse universitarie
I tassi delle università hanno subito un notevole aumento durante la crisi e diverse università hanno implementato programmi di aiuto per alcuni studenti, ma il numero di studenti che hanno dovuto abbandonare gli studi universitari a causa della mancanza di risorse finanziarie è aumentato in modo significativo.

#### Trasporto
Gli allevamenti sono costituiti da veicoli privati come autocarri con cassone ribaltabile, autocarri per cava, camion per il trasporto di detriti generalmente usati per spostare bestiame o oggetti pesanti come parti industriali, cibo o rifiuti che non sono adatti al trasporto di persone. Inizialmente erano soprannominati così decenni fa nelle zone rurali e indigene, dove erano un trasporto comune nelle campagne e la gente si avvicinava a loro per spostarsi con sacchi di banane. Tuttavia, durante la presidenza di Nicolás Maduro, il Venezuela ha iniziato a sperimentare una crisi del trasporto pubblico mai vista prima nei tempi moderni, colpita dal costo e dalla scarsità di pezzi di ricambio, nonché dalla mancanza di investimenti da parte dello Stato, ciò che ha costretto gli utenti a fare lunghe passeggiate e portare i canili nelle città per coprire la mancanza di veicoli.
Secondo Gustavo Chourio, un esperto di pianificazione urbana all'Università della Zulia, circa il 30 percento dei venezuelani possedeva i propri veicoli, la media più alta in America Latina, una percentuale che è diminuita drammaticamente oggi perché poche persone hanno abbastanza risorse per Acquista pezzi di ricambio come pneumatici o batterie. La riparazione di autobus e altri mezzi di trasporto pubblico è diventata sempre più difficile a causa della carenza di pezzi di ricambio. Entro il 2018, secondo il comitato degli utenti del trasporto pubblico a Caracas, il 95   La percentuale di auto, autobus e taxi era disabilitata, mentre il numero di canili, gestiti da chiunque avesse i mezzi per guidare un veicolo, era aumentato di 25 %. Luis Alberto Salazar, presidente del comitato e il suo principale portavoce, ha dichiarato che ci sono almeno 150 000 canili in Venezuela. Oscar Gutierrez, autista e leader sindacale dello stato di Miranda, ha affermato che per lo stesso anno c'erano solo il 10% dei 12 000 autobus nello stato, e secondo il comando di trasporto intergremiale almeno il 90% Delle 300 000 unità che coprivano le varie rotte nel paese erano disoccupate a causa della mancanza di pezzi di ricambio.

### Manifestazioni

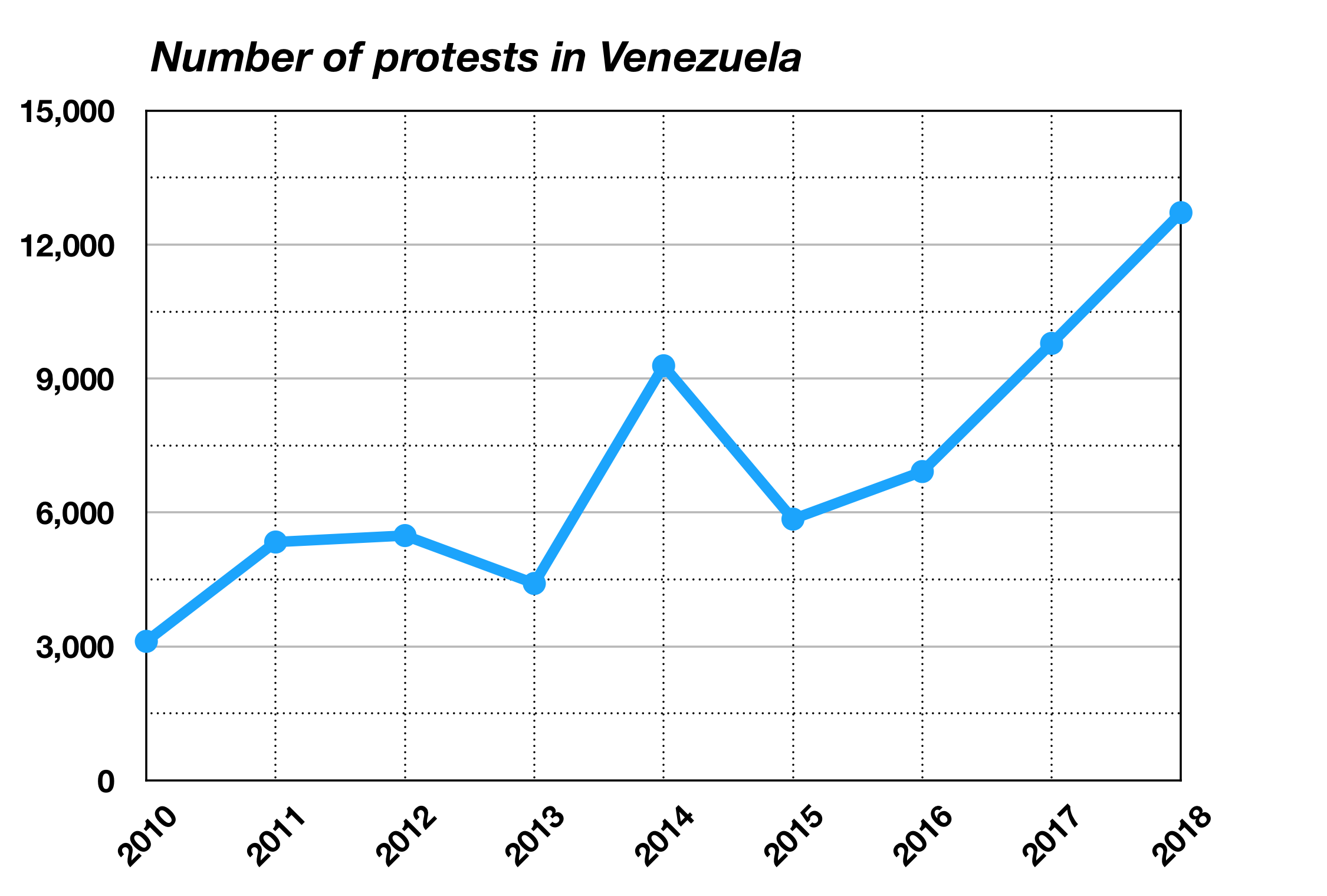
Numero di proteste in Venezuela all'anno.

Ci sono state manifestazioni contro l'inflazione, il deterioramento della salute, l'istruzione, la corruzione politica, tra gli altri.
Nel luglio 2014, l'organizzazione dell'Osservatorio sui conflitti sociali venezuelani pubblicò un rapporto in cui si afferma che il conflitto sociale ha raggiunto un rischio di alto livello in Venezuela a causa dei disordini innescati dalla crisi economica, il che implicherebbe un alto rischio del 2015 subisce rivolte sociali.
Per il 2017, l'Osservatorio ha registrato tra gennaio e dicembre almeno 9 787 proteste nel 2017, equivalenti a 27 proteste quotidiane in tutto il paese, un numero record di manifestazioni in Venezuela e un aumento del 41% rispetto al 2016, quando 6 917 dimostrazioni sono state documentate.

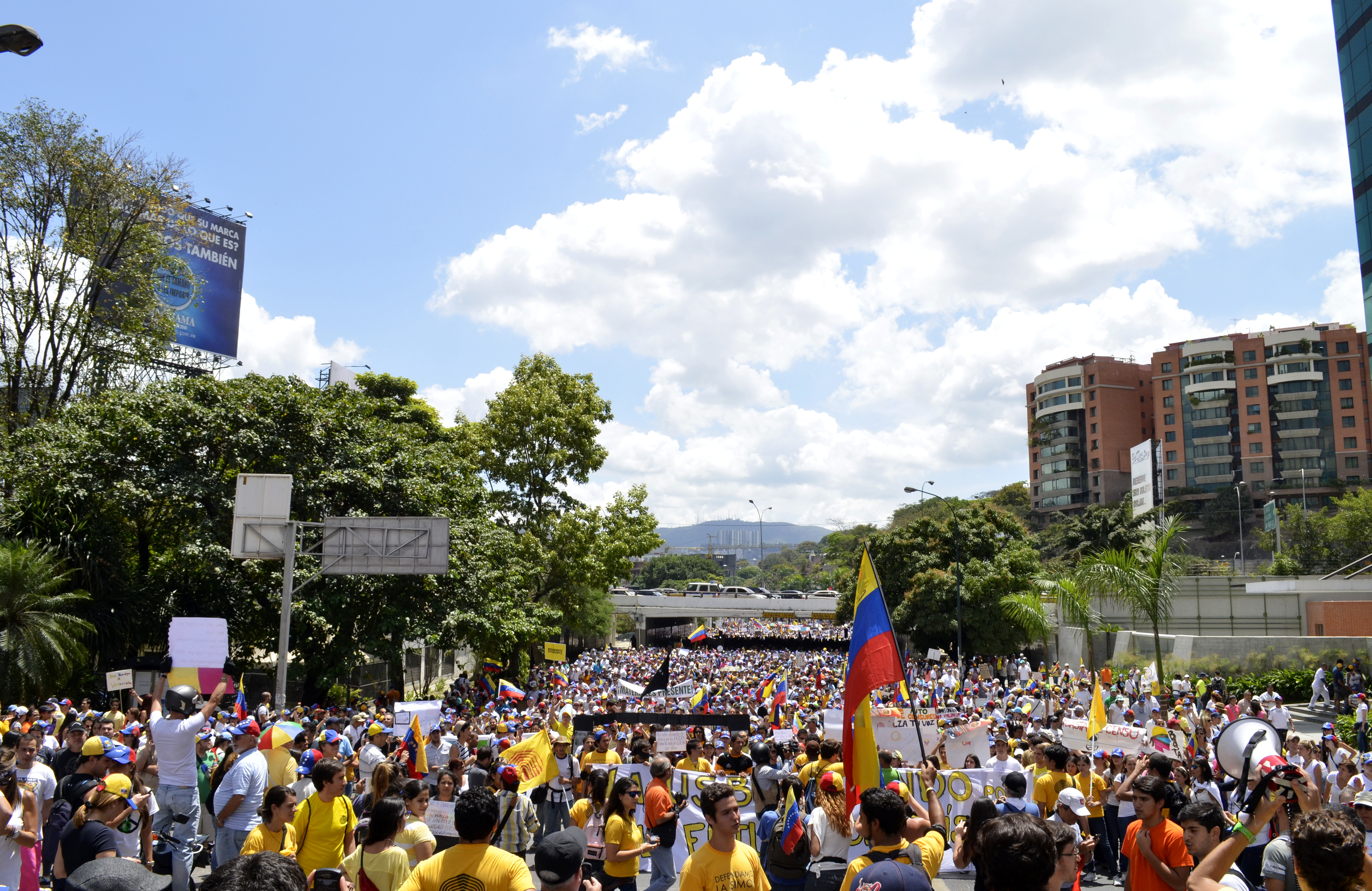
Proteste a Caracas il 2 marzo 2014.

#### Manifestazioni di opposizione «Toma de Venezuela» (26 ottobre)
L'opposizione venezuelana, attraverso l'Ufficio per l'Unità Democratica, ha invitato tutti i cittadini venezuelani a scendere in piazza, a partire dal 26 ottobre 2016. È stato affermato che la mobilitazione era finalizzata a rivendicare la legge costituzionale dai venezuelani al referendum. A differenza delle marce precedenti, il "sequestro del Venezuela" durerà indefinitamente: ogni giorno il piano d'azione sarà annunciato per il giorno successivo. Il MUD ha stabilito sette punti di partenza da dove partiranno le marce a Caracas e molti altri per l'interno del paese. Alla marcia hanno partecipato decine di migliaia di cittadini. In esso, che è stato descritto come "violento" da alcuni media, si sono verificati diversi incidenti. Il più grave si è verificato nello stato di Miranda, dove un agente di polizia è morto a causa di spari e altri tre sono rimasti feriti.
Lì, l'opposizione venezuelana ha annunciato il piano "Marcha a Miraflores" il 3 novembre, nonché i piani legislativi dell'Assemblea nazionale per i prossimi sette giorni fino al suo completamento. È stato inoltre annunciato uno sciopero generale di 12 ore per il 28 ottobre, prima del quale Fedecámaras ha annunciato che sarà la decisione di ciascuna società o datore di lavoro se aderire o meno allo sciopero.

### Manifestazioni del partito al potere
Da parte del partito al potere, molti dei suoi leader hanno dichiarato che un colpo di Stato viene promosso dall'Assemblea nazionale; Tra i leader che hanno sottolineato questa teoria ci sono Diosdado Cabello, Jorge Rodríguez Gómez e Tareck El Aissami. Il 25 agosto 2016, una manifestazione di aderenti ufficiali si è tenuta a Miraflores per mostrare il loro sostegno a Nicolás Maduro, dopo il suo ritorno da un tour all'estero e "in difesa della costituzione".
Il 25 ottobre, il presidente Nicolás Maduro si è riunito, protetto dall'articolo 323 della costituzione, per il giorno dopo il Consiglio di difesa nazionale e le autorità pubbliche per valutare la situazione. Da parte sua, il ministro della Difesa Vladimir Padrino López, insieme ai comandanti dell'alto comando militare, ha assicurato il suo sostegno alle forze armate nazionali bolivariane e al governo Maduro, escludendo una rottura dell'ordine costituzionale nel paese.
Il 26 ottobre, Nicolás Maduro dichiarò il Consiglio di Difesa Nazionale in sessione permanente e respinse il rifiuto del presidente dell'Assemblea Nazionale, Henry Ramos Allup, di partecipare alle sessioni di detto Consiglio, poiché secondo la costituzione sarebbe stato obbligato a partecipare.

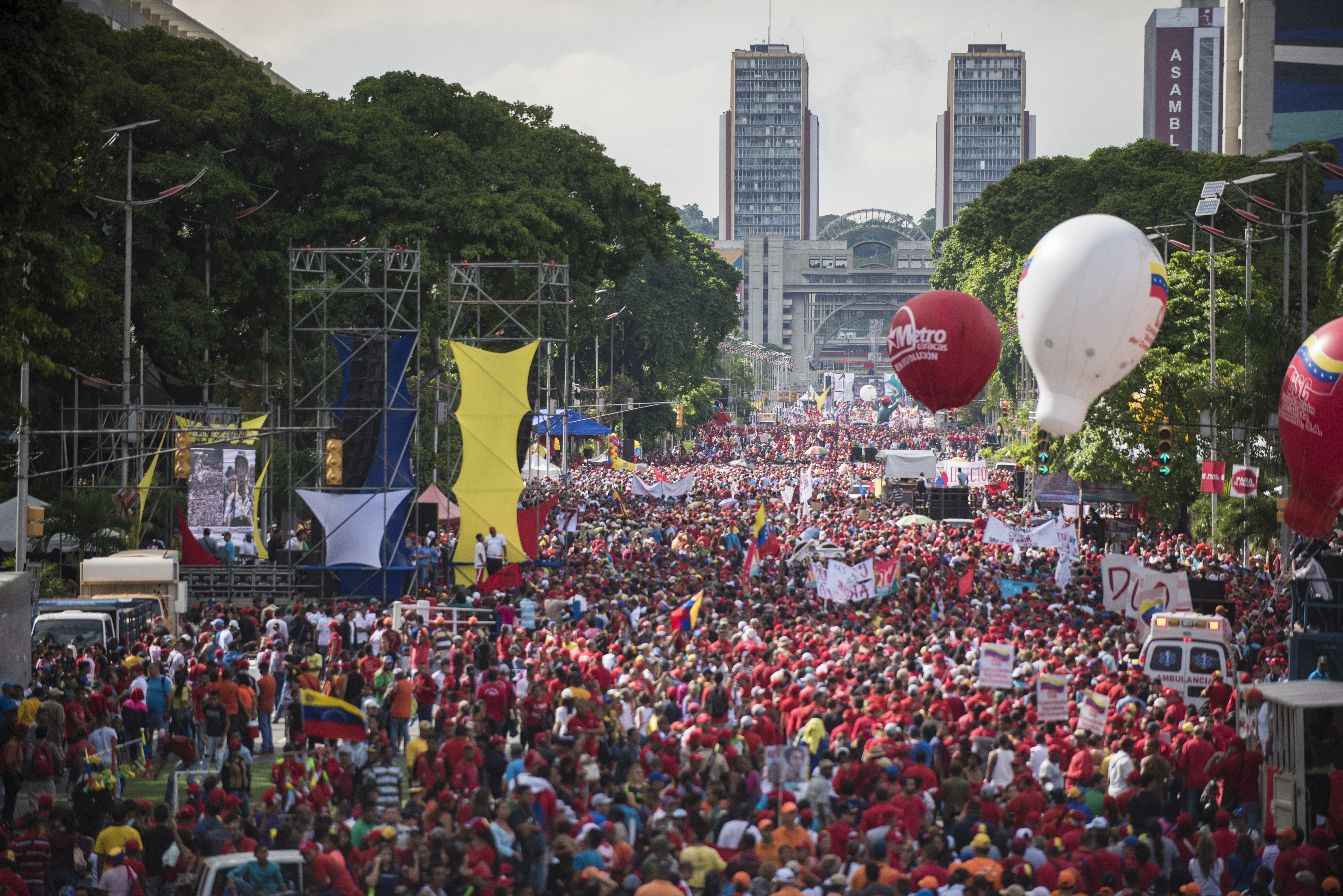
Dimostrazione in Bolivar Avenue, nel centro di Caracas, a sostegno del presidente Nicolás Maduro, il 17 dicembre 2016.

### Pensioni
Nel luglio 2017, il presidente Maduro ha annunciato un adeguamento di 97 531,00 bolivar nelle pensioni. L'aumento delle pensioni sarebbe inferiore all'inflazione, ad eccezione di quelli minimi e non contributivi. In totale, le pensioni pubbliche venezuelane sono diminuite nel loro potere d'acquisto dall'inizio della crisi, poiché gli aumenti delle pensioni sono sempre stati inferiori all'inflazione. Nel 2016 sono aumentati solo del 20%, meno rispetto all'aumento dei prezzi. Questo aumento insufficiente per coprire l'inflazione si aggiunge a quelli accumulati nel 2015 (inferiore del 30% rispetto a 9 648,16 bolivar al mese), 2014 (15% a dicembre) e 2013 (minimo 10% e non contributivo). Nel 2016 il 40% del potere d'acquisto è perso.

### Povertà
Nel marzo 2016, la Commissione economica per l'America Latina e i Caraibi ha pubblicato un rapporto secondo cui il Venezuela era uno dei paesi con il più alto tasso di povertà in America Latina, con una percentuale del 48,4% delle famiglie nel 2014. Nel 2017, il sondaggio sulle condizioni di vita in Venezuela (Encovi) ha condotto su 6 500 famiglie di tre delle principali università del Venezuela, l'Università centrale del Venezuela, l'Università Simón Bolívar e l'Università cattolica Andrés Bello, Ha rivelato che l'82% delle famiglie venezuelane vive in povertà, superando Haiti in termini e diventando il paese più povero dell'America Latina.

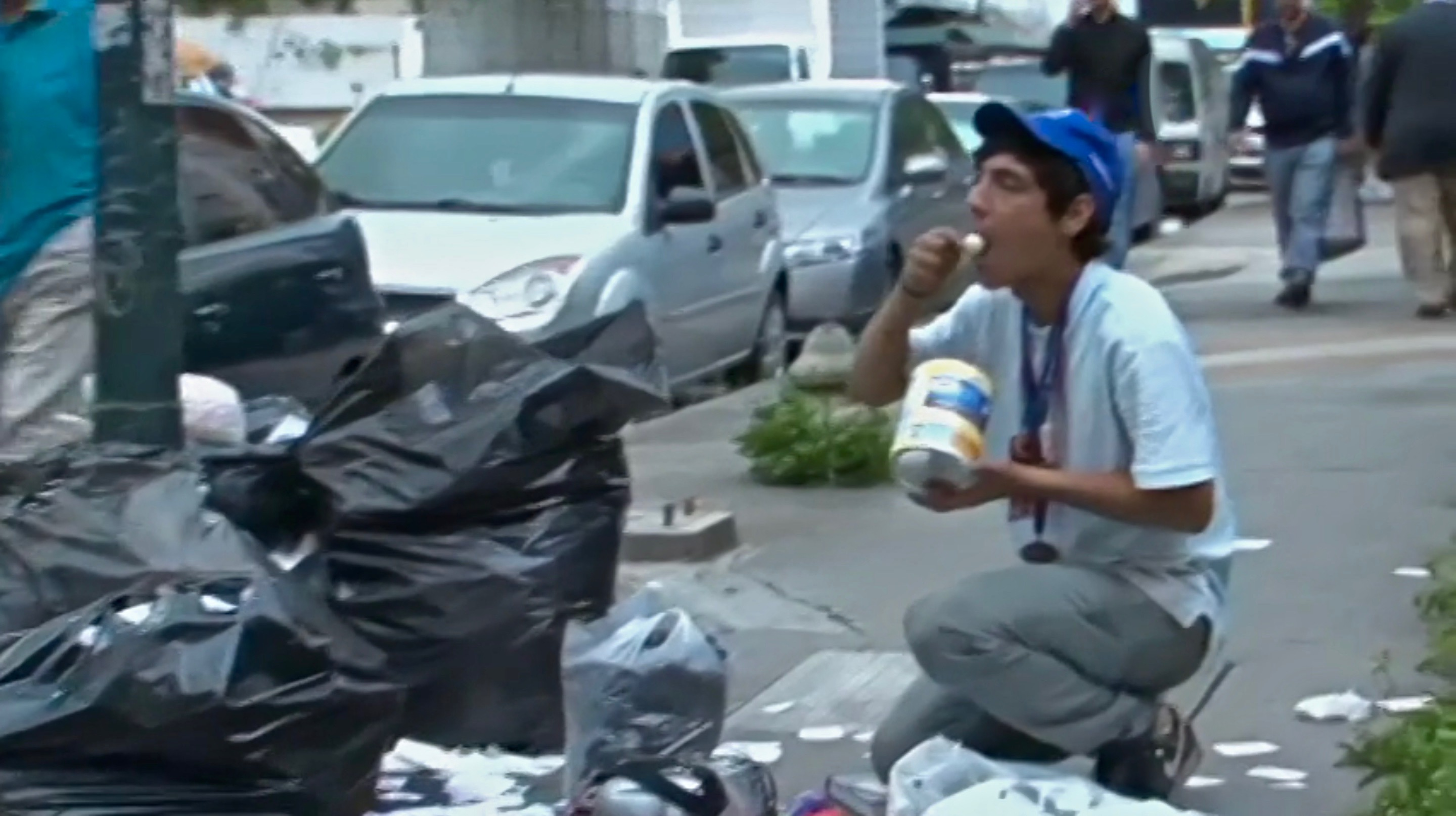
Venezuelano che mangia dalla spazzatura.

### Crimini contro l'umanità
Dall'inizio delle proteste che vivono in Venezuela dal 2014 contro il governo di Nicolás Maduro, ci sono stati casi di omicidi contro i suoi avversari. Nelle proteste del 2017 c'è stato un uso eccessivo della forza da parte di forze ufficiali e atti violenti da parte di gruppi irregolari, lasciando oltre 100 morti e oltre 15 000 feriti. L'Alto commissario delle Nazioni Unite per i diritti umani (OHCHR) ha denunciato "l'uso diffuso e sistematico della forza eccessiva" durante le proteste e ha ritenuto il governo venezuelano responsabile della morte di almeno 73 manifestanti.
Il 14 settembre 2017, l'avvocato Tamara Sujú ha riferito all'Organizzazione degli Stati americani (OAS) 289 casi di tortura, inclusi incidenti durante le proteste in Venezuela nel 2017 e 192 casi di tortura sessuale, durante la prima udienza dell'organizzazione da analizzare crimini contro l'umanità nel paese.
Nel febbraio 2018, la Corte penale internazionale (CPI) ha annunciato che avrebbe avviato un'indagine preliminare sui presunti crimini contro l'umanità commessi dalle autorità venezuelane. Il 29 maggio, un gruppo di esperti indipendenti nominati dall'Organizzazione degli Stati americani ha pubblicato un rapporto di 400 pagine in cui concludono che ci sono fondamenti di crimini contro l'umanità.
Il 26 settembre 2018, il governo di Nicolás Maduro è denunciato dai governi di Argentina, Canada, Cile, Colombia, Paraguay e Perù davanti alla Corte penale internazionale per violazioni dei diritti umani. Successivamente Francia, Costa Rica e Germania forniscono il loro sostegno all'azione, un fatto che è stato fortemente respinto dal governo venezuelano.

### Risoluzione del Consiglio dei diritti umani delle Nazioni Unite
Il 27 settembre 2018 , il Consiglio dei diritti umani delle Nazioni Unite ha approvato una risoluzione con 23 voti a favore di 47 paesi membri in cui il governo venezuelano è invitato ad accettare l'assistenza umanitaria "per far fronte alla carenza di cibo, medicine e forniture mediche, aumento della malnutrizione, in particolare tra i bambini, e lo scoppio di malattie che erano state sradicate o sotto controllo in Sud America."